# Чоповичі (станція)
Чоповичі — проміжна залізнична станція Коростенської дирекції Південно-Західної залізниці. Розташована на території села Пристанційне.

## Історія
Станція розташована між зупинними пунктами 130 км (2,5 км) та Мелені (5 км).
Станція виникла 1902 року під час прокладання залізниці Київ — Ковель. В ті часи було споруджено красиву будівлю вокзалу, що скоріше нагадує невеличкий замок. Ця будівля збереглася дотепер.
Під час Другої світової війни в 1943 році з 19 по 26 грудня за станцію Чоповичі йшли запеклі бої між радянським 25-м танковим корпусом та німецькими танками з 1-ї танкової дивізії вермахту, 1-ї танкової дивізії СС «Лейбштандарт СС Адольф Гітлер і 291-ї піхотної дивізії, що наступавли на Київ. У результаті героїчного опору бійців Червоної армії, які не дозволили гітлерівським окупантам закріпитися на станції, німецький наступ зазнав поразки.
Особливим героїзмом відзначився молодший лейтенант Вайсер Володимир Зельманович. На його честь названа одна із вулиць селища. 
1982 року було електрифіковано ділянку Малин — Чоповичі і до 1983 року, поки електрифікація не була дотягнута до станції Коростень, станція Чоповичі була кінцевою для електропоїздів.